# Juan Alberto Pita
Juan Alberto Pita (Corrientes, 1924 - La Plata, 11 de diciembre de 2006) fue un político y militar argentino, que ocupó el cargo de gobernador de facto de la Provincia de Corrientes entre el 1 de abril de 1981 y 10 de diciembre de 1983 durante el autodenominado Proceso de Reorganización Nacional. Perteneció al Ejército Argentino y alcanzó la jerarquía de general de brigada.

## Carrera
Estuvo destinado al Regimiento de Infantería 1 Patricios cuando se produjo el fallido golpe de Estado de 1951 contra Juan Domingo Perón liderado por Benjamín Menéndez. En aquel regimiento fueron alojados varios detenidos por el suceso, y Pita entró en contacto con aquellos.
Pita se destacó como interlocutor entre partidos políticos y sindicatos con los sucesivos gobiernos militares argentinos desde el golpe de 1955. Fue designado como interventor de la Confederación General del Trabajo (CGT) por el gobierno militar de 1976 cuando ostentaba la jerarquía de Coronel. 
Fue secuestrado en La Plata en mayo de 1976 por el grupo armado Ejército Popular de Liberación, brazo armado del Partido Comunista Marxista Leninista, y alojado en un pozo (cárcel del pueblo), y se fugó en diciembre de aquel año. La fuga le valió el ascenso a general. Su experiencia sobre sus días en cautiverio, en los que afirmó haber sido sometido a simulacros de fusilamiento, fueron relatadas en su libro Mi testimonio que publicaría tiempo después.
Fue designado gobernador de la Provincia de Corrientes por el presidente (de facto) Roberto Eduardo Viola el 29 de marzo de 1981.
Fue ratificado en el cargo el 21 de julio de 1982 por Reynaldo Bignone.
Se mantuvo en el cargo cuando entregó el poder a las autoridades electas en 1983.